# Свети Архангел Михаил (Църна река)
Вижте пояснителната страница за други значения на Свети Архангел Михаил.
Църноречкият манастир „Свети Архангел Михаил и Гавраил“ (на сръбски: Манастир Црна река) е средновековен манастир в Сърбия, вграден частично в скала.
Намира се край Църна река, на 3 km над село Рибариче, намиращо се на горния край на язовир „Газивода“.
Съществуват различни версии относно времето на създаване на манастира. Смята се, че манастирската църква е строена през последното десетилетие на XVI век и е изографисана през 1600 – 1601 г.
В обителта се пазят мощите на Петър Коришки..